# Sant Maurise de Gorgós
Saint-Maurice-en-Gourgois és un municipi francès situat al departament del Loira i a la regió d'Alvèrnia-Roine-Alps. L'any 2007 tenia 1.670 habitants.

## Demografia

### Població
El 2007 la població de fet de Saint-Maurice-en-Gourgois era de 1.670 persones. Hi havia 608 famílies de les quals 121 eren unipersonals (40 homes vivint sols i 81 dones vivint soles), 169 parelles sense fills, 278 parelles amb fills i 40 famílies monoparentals amb fills.
La població ha evolucionat segons el següent gràfic:
Habitants censats

### Habitatges
El 2007 hi havia 820 habitatges, 622 eren l'habitatge principal de la família, 149 eren segones residències i 50 estaven desocupats. 753 eren cases i 61 eren apartaments. Dels 622 habitatges principals, 487 estaven ocupats pels seus propietaris, 120 estaven llogats i ocupats pels llogaters i 15 estaven cedits a títol gratuït; 2 tenien una cambra, 23 en tenien dues, 94 en tenien tres, 178 en tenien quatre i 324 en tenien cinc o més. 490 habitatges disposaven pel capbaix d'una plaça de pàrquing. A 226 habitatges hi havia un automòbil i a 336 n'hi havia dos o més.

### Piràmide de població
La piràmide de població per edats i sexe el 2009 era:
| Homes | Edats   | Dones |
| ----- | ------- | ----- |
| 0     | 95 o +  | 4     |
| 0     | 90 a 94 | 4     |
| 8     | 85 a 89 | 4     |
| 8     | 80 a 84 | 8     |
| 8     | 75 a 79 | 20    |
| 40    | 70 a 74 | 28    |
| 28    | 65 a 69 | 36    |
| 36    | 60 a 64 | 28    |
| 32    | 55 a 59 | 32    |
| 36    | 50 a 54 | 36    |
| 56    | 45 a 49 | 44    |
| 40    | 40 a 44 | 16    |
| 56    | 35 a 39 | 68    |
| 56    | 30 a 34 | 52    |
| 36    | 25 a 29 | 40    |
| 20    | 20 a 24 | 44    |
| 36    | 15 a 19 | 40    |
| 32    | 10 a 14 | 68    |
| 40    | 5 a 9   | 40    |
| 48    | 0 a 4   | 48    |

## Economia
El 2007 la població en edat de treballar era de 1.067 persones, 803 eren actives i 264 eren inactives. De les 803 persones actives 737 estaven ocupades (412 homes i 325 dones) i 65 estaven aturades (26 homes i 39 dones). De les 264 persones inactives 80 estaven jubilades, 96 estaven estudiant i 88 estaven classificades com a «altres inactius».

### Ingressos
El 2009 a Saint-Maurice-en-Gourgois hi havia 654 unitats fiscals que integraven 1.715 persones, la mediana anual d'ingressos fiscals per persona era de 18.068 €.

### Activitats econòmiques
Dels 74 establiments que hi havia el 2007, 2 eren d'empreses extractives, 2 d'empreses alimentàries, 2 d'empreses de fabricació d'altres productes industrials, 22 d'empreses de construcció, 12 d'empreses de comerç i reparació d'automòbils, 6 d'empreses de transport, 5 d'empreses d'hostatgeria i restauració, 2 d'empreses d'informació i comunicació, 1 d'una empresa financera, 2 d'empreses immobiliàries, 6 d'empreses de serveis, 7 d'entitats de l'administració pública i 5 d'empreses classificades com a «altres activitats de serveis».
Dels 32 establiments de servei als particulars que hi havia el 2009, 1 era una oficina de correu, 3 tallers de reparació d'automòbils i de material agrícola, 4 paletes, 3 guixaires pintors, 5 fusteries, 3 lampisteries, 7 electricistes, 2 perruqueries i 4 restaurants.
Dels 4 establiments comercials que hi havia el 2009, 1 era una botiga de menys de 120 m², 2 fleques i 1 una floristeria.
L'any 2000 a Saint-Maurice-en-Gourgois hi havia 30 explotacions agrícoles que ocupaven un total de 1.140 hectàrees.

## Equipaments sanitaris i escolars
El 2009 hi havia una escola elemental.

## Poblacions més properes
El següent diagrama mostra les poblacions més properes.